# Clouds in my head
Clouds in my head is het debuutalbum van de Noorse bassist Arild Andersen als leider van een eigen ensemble. Andersen had al eerder langspeelplaten opgenomen met Karin Krog, Bob Stenson, Terje Rypdal en Jan Garbarek, maar in 1975 mocht hij van ECM Records zelf de Arne Bendisken geluidsstudio te Oslo in om onder leiding van Jan Erik Kongshaug zijn eerste ensemblealbum op te nemen. Het genre is freejazz, maar ook wat oudere stromingen komen voorbij. De invloed van Miles Davis, destijds niet omheen te komen, is aanwezig in bijvoorbeeld het titelstuk. Een ander talent diende zich aan; een 19-jarige John Balke. 
Andersen had voorts een pas 14-jarige drummer uit Lillestrøm ontdekt; hij leende hem geld voor een drumstel en oefende in zijn appartement aldaar jarenlang met de drummer om samen een hecht muzikaal tandem te worden. 
Na dit album verdween Balke (toen 19) echter uit het zicht van Andersen; Thowsen had andere plannen. Ook Knut Riisnæs vertrok. 

## Musici
- Arild Andersen - contrabas
- Knut Riisnæs – sopraansaxofoon, tenorsaxofoon, dwarsfluit
- John Balke – piano
- Pål Thowsen – slagwerk

## Muziek
Alle van Andersen ; veel van de muziek is gecomponeerd in het New Yorkse appartement van Sheila Jordan, waar Andersen tijdens zijn verblijf in de Verenigde Staten verbleef.

| Nr. | Titel                     | Duur |
| --- | ------------------------- | ---- |
| 1.  | 300 W 18 St               | 3:53 |
| 2.  | Last song                 | 3:12 |
| 3.  | Outhouse                  | 7:48 |
| 4.  | Song for a sad day        | 7:02 |
| 5.  | Clouds in my head         | 3:29 |
| 6.  | Cycles                    | 6:15 |
| 7.  | Siv                       | 3:29 |
| 8.  | The sword under his wings | 9:45 |

Het album is niet los verkrijgbaar als compact disc, maar in 2010 verscheen het in een verzamelbox met de titel "Green in blue", zeer waarschijnlijk een verwijzing naar Davis' Blue in green van Kind of Blue.